# Dolní Lhota (Ostrava városi járás)
Dolní Lhota település Csehországban, Ostrava városi járásban. Dolní Lhota Čavisov, Horní Lhota, Velká Polom és Ostrava településekkel határos. Lakosainak száma 1518 fő (2024. január 1.).

## Népesség
A település lakosságának változását az alábbi diagram mutatja:
| Lakosok száma | 415  | 487  | 586  | 723  | 1163 | 1228 | 1453 | 1485 | 1502 | 1518 |
|               | 1869 | 1890 | 1921 | 1950 | 1980 | 2001 | 2017 | 2019 | 2022 | 2024 |